# بيتر لينارت
بيتر لينارت مواليد 29 مايو 1990 في التشيك، هو لاعب كرة يد تشيكي يلعب كجناح أيمن. مثل منتخب التشيك لكرة اليد.

## سجل المنافسة
شارك في البطولات التالية:
- بطولة العالم لكرة اليد للرجال 2015

## روابط خارجية
- بيتر لينارت على موقع الاتحاد الأوروبي لكرة اليد (الإنجليزية)